# SteelSeries
SteelSeries er en dansk fabrikant af gaming periferiudstyr og tilbehør, heriblandt headsets, tastaturer, computermus, og gaming overflader.

## Historie
SteelSeries blev i 2001 stiftet af Jacob Wolff-Petersen. Firmaets originale navn var Soft Trading, men det blev ændret til SteelSeries i 2007. Soft Trading lavede IceMat og SteelPad musemåtterne, hvilket eventuelt har påvirket firmaets navneændring. I 2008 købte SteelSeries Ideazon, en Nordamerikansk-baseret udvikler og fabrikant af gaming periferiudstyr.
I 2012 modtog SteelSeries investeringer fra amerikanske privatfond L. Catterton Partners, samt af den kinesiske privatfond ClearVue Partners, i ubestemte beløb.
I 2019 blev Jacob Wolff-Petersen købt ud af SteelSeries af danske kapitalfond Axcel.
I 2022 blev SteelSeries opkøbt af GN Audio, der er GN Store Nords afdeling for headset, og som ligeledes ejer headset-producenten Jabra.

## Hold og spiller sponsoreringer
SteelSeries støtter en gruppe ESport spillere og hold gennem sponsorering og fællesskabsstøtte. Blandt de sponsorerede hold kan følgende hold findes: FaZe Clan, Evil Geniuses, Major League Gaming og Natus Vincere, m.v. Tidligere sponsoraftaler omfatter Manuel "Grubby" Schenkhuizen og Tom "Tsquared" Taylor i 2011.

## Partnere
SteelSeries er partneret med Blizzard Entertainment, Electronic Arts, Gunnar Optiks, samt Valve Corporation.

## Eksterne links
- Officiel hjemmeside